# Desena legislatura de la Catalunya autonòmica
La desena legislatura de la Catalunya autonòmica es va iniciar el dilluns 17 de desembre de 2012. Núria de Gispert, d'UDC, va ser reescollida presidenta de la Cambra. Va finalitzar el 4 d'agost de 2015.

## Eleccions
El dilluns 17 de desembre de 2012 els 135 diputats elegits en les eleccions celebrades el 25 de novembre de 2012 van constituir el Parlament de Catalunya.
Els diputats provenien de set candidatures: Convergència i Unió (CiU), Esquerra Republicana de Catalunya-Catalunya Sí (ERC-CAT SÍ), Partit dels Socialistes de Catalunya (PSC-PSOE), Partit Popular de Catalunya (PPC), Iniciativa per Catalunya Verds - Esquerra Unida i Alternativa (ICV-EUiA), Ciutadans-Partido de la Ciudadanía (C's) i Candidatura d'Unitat Popular-Alternativa d'Esquerres (CUP-AE). Respecte a l'anterior legislatura, doncs, s'hi incorporava per primera vegada la Candidatura d'Unitat Popular i era baixa Solidaritat Catalana per la Independència.
La candidatura que va assolir major nombre de diputats va ésser CiU, que va formar un govern presidit per Artur Mas. La formació d'aquest govern es va produir després que CiU signés un acord (anomenat Pacte per la Llibertat) amb la segona formació amb més diputats ERC-CAT SÍ.
El 14 de juny del 2015 es va trencar la federació CiU i dels 16 diputats que tenia Unió Democràtica de Catalunya dins del sí de la federació, 6 van abandonar el partit en ser expulsats pocs dies després. Per tant, aquests 6 diputats, entre els quals s'incloïa la Presidenta del Parlament, no estaven adscrits a cap grup parlamentari i Unió va quedar amb 10 diputats.

## Govern

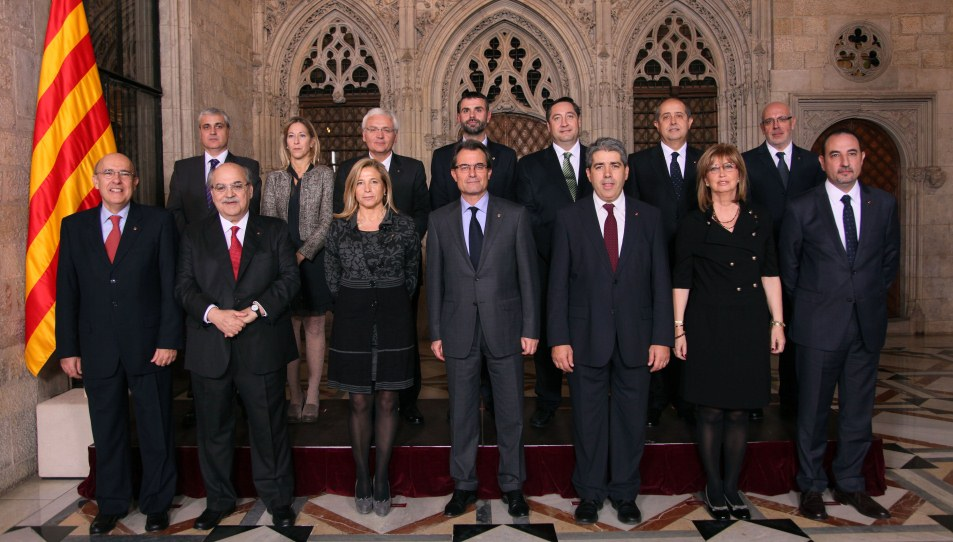
Govern de la X legislatura

Després de les eleccions al Parlament de Catalunya del 25 de novembre de 2012, Artur Mas i Gavarró, de Convergència i Unió, va ser investit per segona vegada president de la Generalitat de Catalunya. La vigília d'aquell Nadal, el 24 de desembre de 2012 va prendre possessió del càrrec. El dia 27 va nomenar els consellers del Consell Executiu de la Generalitat, que van prendre possessió el mateix dia.
Entre els components del Govern hi havia vuit membres militants de Convergència Democràtica de Catalunya (CDC), tres d'Unió Democràtica de Catalunya i dos consellers independents, Ferran Mascarell i Boi Ruiz, que van repetir el mateix càrrec que exercien l'anterior mandat. Al trencar-se la federació CiU, el 14 de juny del 2015, els membres d'Unió van sortir del govern i van ser substituïts per polítics de Convergència.

## Polítiques
El dia 23 de gener de 2013, durant el primer ple de la legislatura, el Parlament va aprovar la Declaració de Sobirania i del dret a decidir del poble de Catalunya amb 85 vots a favor.
Les retallades i el límit de dèficit públic imposats des del govern espanyol van provocar la pròrroga dels pressupostos per a l'any 2012.
Durant la legislatura CiU, PSC-PSOE i PP votaren a favor de l'externalització de la comercialització de la publicitat de la Corporació Catalana de Mitjans Audiovisuals a grups privats. CiU i PSC-PSOE també aprovaren rebaixar del 55% al 10% els impostos al joc en els casinos i facilitar la construcció del complex BCN World, tal com demanava l'empresa impulsora del projecte. Ambdues votacions comptaren amb el rebuig i el vot en contra d'ERC-CAT SÍ, ICV-EUiA i CUP-AE.
Es va impedir la celebració d'un multireferèndum promogut per la Candidatura d'Unitat Popular (CUP) i diversos col·lectius de l'espai que esdevindria Catalunya en Comú, i el 9 de novembre de 2014 es va dur a terme la Consulta sobre la independència de Catalunya, dos ciutadans van morir en ser detinguts pels Mossos d'Esquadra, i va expedientar Mossos per la Independència per l'ús de l'escut oficial dels Mossos d'Esquadra en el seu logotip.